# Landek

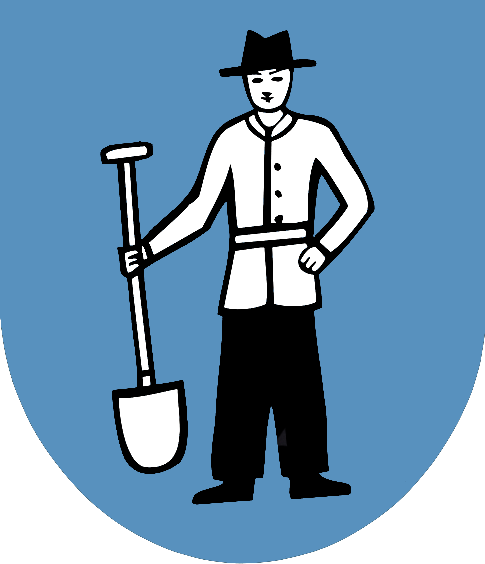
Nieoficjalny herb wsi Landek

Landek (niem. Landeck) – wieś w Polsce położona w województwie śląskim, w powiecie bielskim, w gminie Jasienica. Wieś leży w historycznych granicach regionu Śląska Cieszyńskiego, geograficznie zaś leży w regionie Dolina Górnej Wisły, będącej częścią Kotliny Oświęcimskiej. Powierzchnia sołectwa wynosi 447 ha, a liczba ludności 549, co daje gęstość zaludnienia równą 112,8 os./km².

## Historia
Wieś została założona w połowie XVI wieku przez właściciela Rudzicy, Wacława Rudzkiego, przy pomocy osadników niemieckich. Została po raz pierwszy wzmiankowana w 1564, w dokumencie księcia Wacława III Adama z 8 maja, w którym podarował on Wacławowi Rudzkiemu kawał lasu w pobliżu Rudzicy na granicy z istniejącym już Landekiem.
Według austriackiego spisu ludności z 1900 w 41 budynkach na obszarze 448 hektarów mieszkało 347 osób, co dawało gęstość zaludnienia równą 77,5 os./km². 343 (98,8%) mieszkańców było katolikami, 1 ewangelikiem a 3 wyznawcami judaizmu, 340 (98%) było polsko- a 2 niemieckojęzycznymi. Do 1910 roku liczba mieszkańców spadła do 302 osób.
Po zakończeniu I wojny światowej tereny, na których leży miejscowość – Śląsk Cieszyński stał się punktem sporu pomiędzy Polską i Czechosłowacją. W 1918 roku na bazie Straży Obywatelskiej miejscowi Polacy utworzyli lokalny oddział Milicji Polskiej Śląska Cieszyńskiego, który podlegał organizacyjnie 13 kompanii w Strumieniu.
W latach 1975–1998 miejscowość położona była w województwie bielskim.
We wsi znajduje się Sala Królestwa zboru Świadków Jehowy.

## Sport
W miejscowości działa klub piłki nożnej Spójnia Landek.

## Części wsi
Landek dzieli się na następujące części: Borek, Mały Landek, Pan Landek, Pustki, Wielki Landek.